# Ilha Borden
A ilha Borden é uma ilha desabitada do Arquipélago Ártico Canadiano.  Administrativamente, está dividida em dois: a parte ocidental, quase a totalidade da ilha, pertence aos Territórios do Noroeste e uma pequena parte, o extremo oriental, ao território autónomo de Nunavut.

## Geografia
A ilha pertence ao grupo de ilhas da Rainha Isabel e localiza-se no seu extremo ocidental, num grupo de três ilhas abertas ao oceano Ártico. Fica a norte da ilha Mackenzie King — estando desta separada pelo estreito de Wilkins, de somente 18 km de largura — e oeste da ilha Brock, a uns 36 km de distância. Algo mais longe ficam, no Mar do Príncipe Gustaf Adolf, a sudeste da ilha Lougheed (a 100 km) e a mais a nordeste, a ilha Ellef Ringnes (a 93 km).
Tem uma área de 2795 km², que a convertem, por dimensão, na 11.ª ilha do arquipélago, a 30.ª do Canadá e a  171.ª do mundo.

## História
O primeiro a chegar à ilha, em 1915, foi o explorador canadiano do Ártico, Vilhjalmur Stefansson. A ilha recebeu mais tarde o seu nome em homenagem a sir Robert Borden, primeiro-ministro do Canadá de 1911 a 1920.